# 일차선택약
일차선택약이란 어떤 질병에서 제일 먼저 사용하여야 하는 약을 말한다. 대개는 어떤 세균 감염에 어떤 항생제를 사용하여야 하는 가를 말할 때 사용한다. 예를 들어 매독에는 페니실린이 1차 선택약, 일차선택항생제이다.